# Irving Kahn
Irving Kahn (New York, 9 dicembre 1905 – New York, 24 febbraio 2015) è stato un imprenditore e dirigente d'azienda statunitense, investitore e analista finanziario.

## Biografia
Nato da una famiglia ebrea polacca del clan Ashkenazi, studiò al City College di New York, dopo aver terminato gli studi divenne assistente dell'economista Benjamin Graham alla Columbia Business School e divenne discepolo della sua teoria del value investing, 
Ha affermato di aver raddoppiato il suo capitale durante la Grande depressione, infatti tre mesi prima il Martedì nero aveva investito in borsa su una miniera di rame, la Magma Copper Companydi Superior vicino Scottsdale in Arizona.
Durante la sua lunga carriera Kahn è stato dirigente d'azienda di Teleregister Corp., Hugo Stinnes Co., Grand Union Stores, Kings County Lighting, West Chemical e Willcox & Gibbs, New York City Job and Career Center e presidente emerito della Jewish Foundation for Education of Women, inoltre nel 1937 ha contribuito a fondare la New York Society of Security Analysts e nel 1947 il Financial Analysts' Journal.
Nel 1978 assieme ai fratelli Thomas e Alan ha fondato il Kahn Brothers Group, Inc.
Nel 2005 in occasione del centesimo compleanno è andato allo Borsa di New York come tutti i giorni di lavoro della sua vita dal 1928 e il 18 dicembre dello stesso anno è stato invitato dal NYSE ad aprire le contrattazioni in borsa
Nel 2013 il Kahn Brothers Group's gestiva oltre 950 milioni di milioni di dollari in fondi dei clienti dalle sue controllate e dalle sue società affiliate. L'attività di consulenza del gruppo era di circa 645 milioni di dollari in asset in gestione nel primo trimestre del 2013.

### Carriera di investimento
Kahn era un Chartered Financial Analyst e tra i primi candidati a sostenere l'esame CFA. È stato membro fondatore della New York Society of Security Analysts e del Financial Analysts' Journal. Kahn è stato anche un ex direttore di Teleregister Corp., Hugo Stinnes Co., Grand Union Stores, Kings County Lighting, West Chemical e Willcox & Gibbs. Era il presidente del New York City Job and Career Center ed era un fiduciario emerito della Jewish Foundation for Education of Women.
In un articolo di una rivista nel 2002, è stato citato come dicendo: "Sono nella fase della vita in cui traggo molto piacere dal trovare uno stock a buon mercato", aggiungendo che la sua ricerca lo spingeva ancora a lavorare la sera e nei fine settimana. Suo figlio Thomas, allora e tuttora presidente del Kahn Brothers Group, ha dichiarato: "Mio padre continua a ricercare idee e a parlare con le aziende. Una delle cose belle di questa attività è che non c'è un'età pensionabile obbligatoria, e presumibilmente diventi più saggio in quanto tu invecchi».
Era il più vecchio analista finanziario in attività, collabora con il Longevity Genes Project del Albert Einstein College of Medicine della'università ebraica statunitense Yeshiva University, sullo studio delle correlazioni tra genoma e longevità
È scomparso nel 2015 all'età di 109 anni.